# Andreas Lebsanft
Andreas Lebsanft (* 22. Februar 1968 in  Dortmund) ist ein ehemaliger deutscher Radrennfahrer.

## Sportlicher Werdegang
Lebsanft startete für den Verein RSV Öschelbronn. 1989 gewann Andreas Lebsanft eine Etappe des GP Tell und 1990 eine Etappe des Giro delle Regioni. Zwei Jahre später wurde er bei diesem Giro Zweiter der Gesamtwertung. 1994 errang er gemeinsam mit Michael Rich, Uwe Peschel und Tobias Steinhauser den deutschen Meistertitel im Mannschaftszeitfahren. 1995 belegte Lebsanft in der Gesamtwertung der Hessen-Rundfahrt Rang zwei und gewann das Uniqa Classic mit einem Etappensieg, im Jahr darauf entschied er die Harzrundfahrt und die Stausee-Rundfahrt Klingnau für sich.